# Кіяшково (Куявсько-Поморське воєводство)
Кіяшково (пол. Kijaszkowo, нім. Krughof) — село в Польщі, у гміні Черніково Торунського повіту Куявсько-Поморського воєводства.
Населення — 348 осіб (2011).
У 1975-1998 роках село належало до Влоцлавського воєводства.

## Демографія
Демографічна структура станом на 31 березня 2011 року:
|          | Загалом | Допрацездатний вік | Працездатний вік | Постпрацездатний вік |
| -------- | ------- | ------------------ | ---------------- | -------------------- |
| Чоловіки | 169     | 41                 | 106              | 22                   |
| Жінки    | 179     | 44                 | 97               | 38                   |
| Разом    | 348     | 85                 | 203              | 60                   |